# Campo de Friedland
El Campo de Friedland, Baja Sajonia, Alemania, es un campo de acogida para personas procedentes del extranjero que llegan obligados a trasladarse a Alemania. 
Fue creado al finalizar la Segunda Guerra Mundial para acoger a los ciudadanos alemanes que habían sido obligados a abandonar sus residencias en el este del país al ser estos lugares cedidos a Polonia por la Conferencia de Yalta, así como a alemanes que habían emigrado a tierras checas, húngaras y otros países del Este de Europa y que estando ahora bajo dominio soviético, fueron expulsados de ellas. 

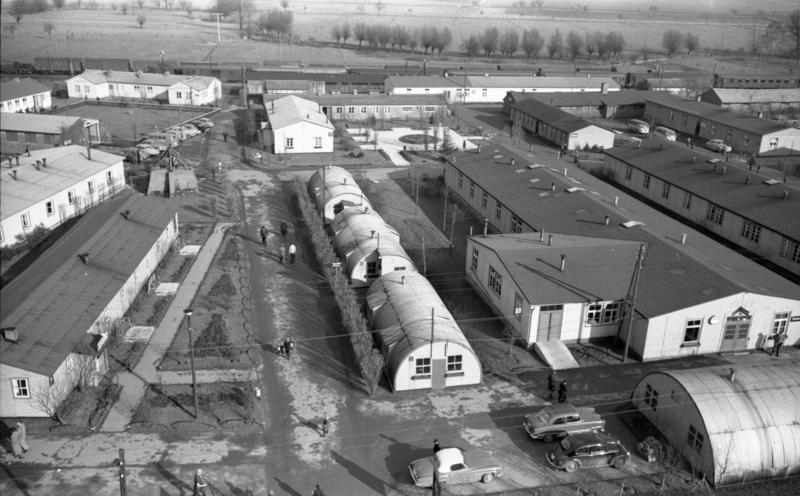
Campo de Friedland en 1958.

En el campo era puesta al día su documentación o la recibían los que no habían conseguido traerla consigo. Obtenían comida, ropa y medios para trasladarse a sus nuevos lugares de residencia, bien donde eran acogidos por parientes, bien a localidades que les ofrecían vivienda. También eran conducidos a esta campamento los soldados hechos presos por los aliados para realizar de modo escalonado y organizado su puesta en libertad. Entre ellos se encontraban los miles de soldades pertenecientes al cuerpo Afrikakorps que habían sido hechos prisioneros en el año 1943 en Túnez así como los que se encontraban internados en campos de prisioneros en la Unión Soviética. 
El campamento fue organizado por el mando británico de ocupación en Alemania y puesto en marcha el 20 de septiembre de 1945. El lugar fue escogido al encontrarse cercano a los puntos fronterizos de las tres zonas de ocupación, así como de un importante nudo de comunicación de ferrocarril. El lugar pertenecía a la cercana universidad de Gotinga que la había empleado para estudios agrícolas y disponía de numerosos edificios fuera de uso. 
En años posteriores el campamento ha acogido a personas perseguidas de países como:
- 1956 Huidos de Hungría
- 1973 Perseguidos por el régimen chileno de Augusto Pinochet
- 1978 Huidos de Vietnam
- 1984 Tamiles huidos de Sri Lanka
- 1990 Huidos de Albania
- 2009 Huidos de Irak, en especial de credo cristiano.

Actualmente las personas aceptadas en el campo, en el que trabajan unas 100 personas, reciben cursos de integración en la cultura y costumbres de Alemania

## Testimonios
Ernst Köckeritz. "Zwei Brüder allein". Zeitgut Verlag GmbH. Berlín 2006. ISBN 3-933336-74-0
- Datos: Q325176
- Multimedia: Lager Friedland / Q325176